# Merizocera
Merizocera là một chi nhện trong họ Ochyroceratidae.